# Bazillac
 Bazillac  es una comuna y población de Francia, en la región de Mediodía-Pirineos, departamento de Altos Pirineos, en el distrito de Tarbes y cantón de Rabastens-de-Bigorre. Está integrada en la Communauté de communes Adour Rustan Arros.

## Demografía
| 356 | 335 | 319 | 352 | 317 | 304 |
| Para los censos de 1962 a 1999 la población legal corresponde a la población sin duplicidades (Fuente: INSEE [Consultar]) |     |     |     |     |     |